# Померанец, Эрлен Пинхосович
Эрлен Пинхосович Померанец (28 апреля 1933, Киев — 22 января 2012) — украинский советский, позднее израильский шашист, тренер, судья, шашечный деятель, национальный гроссмейстер Израиля. Международный мастер. 
Многократный чемпион Израиля по стоклеточным и русским шашкам. Бронзовый призёр (совместно с Владимиром Капланом) чемпионата СССР по международным шашкам в 1961 году. В 2010 году, на 77 году жизни, выиграл титул чемпиона Израиля в международные и русские шашки. Входил в Федерацию шашек Израиля.

## Спортивная биография
Шашками начал заниматься в 1947 году в Киевском дворце пионеров под руководством Марата Когана. В 1951 году занял второе место на чемпионате Украинской ССР по русским шашкам. В 1957 году получил звание мастер спорта СССР.
Репатриировался в Израиль в 1999 году.